# مقاطعة هوبكنز (تكساس)
مقاطعة هوبكنز (بالإنجليزية: Hopkins  County)‏ هي إحدى المقاطعات في ولاية تكساس، الولايات المتحدة الأمريكية.